# Chung kết Giải vô địch bóng đá nữ châu Âu 2013
Chung kết Giải vô địch bóng đá nữ châu Âu 2013 là trận đấu bóng đá diễn ra vào ngày 28 tháng 7 năm 2013 tại sân vận động Friends Arena ở Solna, Thụy Điển, nhằm xác định đội tuyển vô địch Giải vô địch bóng đá nữ châu Âu 2013. Đương kim vô địch Đức lần thứ sáu liên tiếp vô địch châu Âu (tám lần tất cả) với thắng lợi 1–0 trước Na Uy.
Trước sự chứng kiến của 41 ngàn khán giả, Anja Mittag là người ghi bàn duy nhất của trận đấu ở phút thứ 49. Mặc dù Na Uy được hưởng hai quả phạt đền nhưng đều bị thủ môn Nadine Angerer từ chối.

## Đường tới chung kết
| Đội     | Tr | T | H | B | BT | BB | HS | Đ |
| ------- | -- | - | - | - | -- | -- | -- | - |
| Na Uy   | 3  | 2 | 1 | 0 | 3  | 1  | +2 | 7 |
| Đức     | 3  | 1 | 1 | 1 | 3  | 1  | +2 | 4 |
| Iceland | 3  | 1 | 1 | 1 | 2  | 4  | −2 | 4 |
| Hà Lan  | 3  | 0 | 1 | 2 | 0  | 2  | −2 | 1 |

| Đội     | Tr | T | H | B | BT | BB | HS | Đ |
| ------- | -- | - | - | - | -- | -- | -- | - |
| Na Uy   | 3  | 2 | 1 | 0 | 3  | 1  | +2 | 7 |
| Đức     | 3  | 1 | 1 | 1 | 3  | 1  | +2 | 4 |
| Iceland | 3  | 1 | 1 | 1 | 2  | 4  | −2 | 4 |
| Hà Lan  | 3  | 0 | 1 | 2 | 0  | 2  | −2 | 1 |

## Trận đấu

### Diễn biến
Đầu trận đấu, bắt nguồn từ quả phạt bên phía cánh phái Nadine Keßler có cú đánh đầu buộc thủ môn Ingrid Hjelmseth của Na Uy đẩy bóng qua xà ngang. Na Uy tuy không có nắm thế chủ động nhưng lại có cơ hội rõ ràng nhất ở phút 29 sau khi trọng tài cho rằng Okoyino da Mbabi đã phạm lỗi với Cathrine Dekkerhus trong vòng cấm. Trine Rønning thực hiện quả phạt đền khá căng tuy nhiên lại đi vào giữa khung thành và bị thủ môn Nadine Angerer đẩy ra bằng chân.
Thế bết tắc bị phá vỡ bốn phút sau khi hiệp hai bắt đầu khi pha bứt tốc của Okoyino da Mbabi ở hành lang trái hút hàng phòng ngự Na Uy và cô có đường chuyền cho cầu thủ mới vào sân thay người Anja Mittag ghi bàn.
Đức sau đó tiếp tục có nhiều cơ hội để gia tăng cách biệt, nhưng đều bỏ lỡ đáng tiếc. Giữa lúc khó khăn Na Uy tiếp tục được hưởng quả phạt đền thứ hai khi Saskia Bartusiak phạm lỗi với Caroline Graham Hansen. Người thực hiện lần này là Solveig Gulbrandsen, tuy nhiên cô cũng không thể thắng được Angerer.
Na Uy sau đó cuối cùng cũng đưa được bóng vào lưới khi Ada Hegerberg chuyển hóa thành công đường tạt bóng của Maren Mjelde, tuy nhiên bàn thắng bị từ chối do lỗi việt vị.Ở phút thứ 72 cầu thủ vào sân thay người Elise Thorsnes mặc dù đưa bóng vượt qua Angerer nhưng sau đó lại đệm bóng ra ngoài. Tám phút trướ khi hết giờ, Đức suýt chút nữa kết liễu trận đấu khi từ đường tạt bóng của Leonie Maier, Keßler đưa bóng trúng cột dọc. Mặc dù vậy một bàn thắng là đủ để nhà đương kim vô địch giữ danh hiệu của họ thêm bốn năm nữa.

### Chi tiết
| Đức        | 1–0      | Na Uy |
| ---------- | -------- | ----- |
| Mittag 49' | Chi tiết |       |

| Đức | Na Uy |

| Đức:             |    |                        |     |     |
|                  |    |                        |     |     |
| TM               | 1  | Nadine Angerer (c)     |     |     |
| HVP              | 4  | Leonie Maier           |     |     |
| TrV              | 5  | Annike Krahn           | 70' |     |
| TrV              | 3  | Saskia Bartusiak       |     |     |
| HVT              | 15 | Jennifer Cramer        |     |     |
| TVL              | 8  | Nadine Keßler          |     |     |
| TVG              | 20 | Lena Goeßling          |     |     |
| CP               | 9  | Lena Lotzen            |     | 46' |
| TVC              | 10 | Dzsenifer Marozsán     |     |     |
| CT               | 6  | Simone Laudehr         |     | 77' |
| TĐ               | 13 | Célia Okoyino da Mbabi |     |     |
| Thay người:      |    |                        |     |     |
| TĐ               | 11 | Anja Mittag            |     | 46' |
| HV               | 2  | Bianca Schmidt         |     | 77' |
| Huấn luyện viên: |    |                        |     |     |
| Silvia Neid      |    |                        |     |     |

| Na Uy:           |    |                          |  |     |
|                  |    |                          |  |     |
| TM               | 1  | Ingrid Hjelmseth         |  |     |
| HVP              | 6  | Maren Mjelde             |  |     |
| TrV              | 7  | Trine Bjerke Rønning     |  |     |
| TrV              | 3  | Marit Fiane Christensen  |  | 85' |
| HVT              | 5  | Toril Hetland Akerhaugen |  |     |
| TVL              | 4  | Ingvild Stensland (c)    |  | 76' |
| TVG              | 8  | Solveig Gulbrandsen      |  | 68' |
| TVL              | 22 | Cathrine Dekkerhus       |  |     |
| CP               | 10 | Caroline Graham Hansen   |  |     |
| CT               | 16 | Kristine Wigdahl Hegland |  |     |
| TĐ               | 21 | Ada Hegerberg            |  |     |
| Thay người:      |    |                          |  |     |
| TĐ               | 9  | Elise Thorsnes           |  | 68' |
| TV               | 19 | Ingvild Isaksen          |  | 76' |
| TĐ               | 11 | Leni Larsen Kaurin       |  | 85' |
| Huấn luyện viên: |    |                          |  |     |
| Even Pellerud    |    |                          |  |     |

| Cầu thủ xuất sắc nhất trận: Nadine Angerer (Đức) Trợ lý trọng tài: Maria Villa Gutiérrez (Tây Ban Nha) Sian Massey (Anh) Trọng tài thứ tư: Kirsi Heikkinen (Phần Lan) Trọng tài thứ năm: Lucie Ratajová (Cộng hòa Séc) |

### Thống kê
| Thống kê       | Đức | Na Uy |
| -------------- | --- | ----- |
| Bàn thắng      | 1   | 0     |
| Sút            | 23  | 9     |
| Sút trúng đích | 11  | 3     |
| Phạt góc       | 6   | 6     |
| Lỗi            | 12  | 13    |
| Việt vị        | 2   | 1     |
| Thẻ vàng       | 1   | 0     |
| Thẻ đỏ         | 0   | 0     |

## Sau trận đấu
Sau trận đấu, đội trưởng và cầu thủ xuất sắc nhất giải, thủ môn Nadine Angerer nhận cúp từ chủ tịch Liên đoàn bóng đá châu Âu Michel Platini. Đội tuyển Đức tổ chức ăn mừng tại khách sạn của họ ở Solna trước khi được chào đón tại tòa thị chính thành phố Frankfurt bởi trên 7.000 người hâm mộ.